# Mary Jeanne van Appledorn
Mary Jeanne van Appledorn (Holland, Míchigan, 2 d'octubre de 1927 – Lubbock, Texas, 12 de desembre de 2014) fou una compositora de música clàssica contemporània i pianista estatunidenca.

## Biografia
Van Appledorn va assistir a la Eastman School of Music de Rochester, Nova York, on va estudiar piano i teoria amb Bernard Rogers i Alan Hovhaness. Va rebre la seva llicenciatura en música el 1948, el títol de master en música el 1950 i el doctorat en teoria musical a l'Eastman el 1966. Va completar també els estudis postdoctorals en so sintetitzat per computadora al Massachusetts Institute of Technology (MIT) en 1982. Va ser membre de la facultat de música de la universitat Texas Tech University des del 1950 fins al 2008. En aquest centre va ser professora de música Paul Whitfield Horn del 1989 al 2000.
Va compondre nombroses obres per a diverses combinacions instrumentals i també va compondre música per computadora. Va treballar en encàrrecs de la Music Teachers National Association i de la National Intercollegiate Bands.
El seu cognom era neerlandès, en referència a la ciutat d'Apeldoorn, tot i que en ortografia traslladada a l'anglès; els seus besavis van emigrar als Estats Units des dels Països Baixos. Mary Jeanne va visitar la ciutat d'Apeldoorn el 1982.

## Estil musical
Les seves obres són generalment tonals, encara que també va utilitzar la tècnica del dodecafonisme i amb freqüència va utilitzar tècniques de cordes de piano en la seva música per a aquest instrument. La seva música ha estat gravada pels segells Opus One i Golden Crest, i les seves partitures han estat publicades per nombroses editorials.

## Premis i honors
- Premier Prix[3]
- Dijon[1]
- Texas Composors Guild
- ASCAP (American Society of Composers, Authors and Publishers) Standard Panell Awards[2]

## Obres[5]

### Orquestra
- Concerto brevis, (1954)
- A Choreographic Overture (1957)
- Concert per a trompeta (1960)
- Passacaglia and Chorale (1973)
- Lux 'Legend of Sankta Lucia' (1981)
- Terrestrial Music (1992)
- Cycles of Moon and Tides (1995)
- Rhapsody (1996)
- Music of Enchantment (1997)

### Cambra i instrument solista
- Cellano Rhapsody (1948)
- Burlesca (1951)
- Patterns (1956)
- Matrices (1979)
- Cacophony (1980)
- Liquid Gold (1982)
- 4 Duos (1985)
- 4 Duos (1986)
- Sonic Mutation (1987)
- Cornucopia (1988)
- Sonatina (1988)
- Ayre (1989)
- Three for Two (1989)
- Windsongs (1991)
- Incantations (1992)
- Atmosphere (1993)
- Postcards to John (1993)
- Rhapsody (1993)
- Reeds Afire (1994)
- Sound the Tpt! (1994)
- Trio Italiano (1995)
- Passages (1996)
- A Native American Mosaic (1997)
- Incantations (1998)
- Passages II (1998)

### Teclat
- Contrasts (1947)
- Set of Five (1953)
- Sonnet (1959)
- 3 Pf Pieces (1972)
- 6 Pf Pieces (1972)
- Scenes from Pecos Country (1972)
- Elegy for Pepe (1982)
- A Liszt Fantasie (1984)
- Freedom of Youth (1986)
- Set of Seven (1988)
- Parquet musique (1990)
- Variations on Jerusalem the Golden (1996)

### Carilló
- Suite (1976)
- A Celestial Clockwork (1983)
- Caprice (1988)
- Tower Music (1990)
- Skybells (1991)

### Vocal

#### Coral
- Tears (1952)
- 2 Shakespeare Songs (1953)
- Peter Quinze at the Clavier (1958)
- Darest Thou Nos, O Soul (1975)
- West Texas Suite (1976)
- Rising Night After Night (1978)
- Spirit Divine (1986)
- Love Divine All Loves Excelling (1988)
- Les hommes vidés (1994)

#### Solista
- I Hear America Singing (text de Walt Whitman) (1952)
- Communiqué (1960)
- Azaleas (1980)
- Missa brevis (1987)

## Publicacions
- Keyboard, singing, and dictation manual (1968)[6]